# Boris Berezovsky

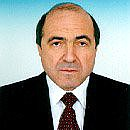
Boris Berezovsky

Boris Abramovich Berezovsky (tiếng Nga: Борис Абрамович Березовский; sinh ngày 23 tháng 1 năm 1946 – mất ngày 23 tháng 3 năm 2013) còn được biết đến với tên gọi Platon Elenin là một trùm tài phiệt Nga (Đại gia đầu sỏ) đồng thời là quan chức chính phủ, kỹ sư và nhà toán học và là thành viên của Viện Hàn lâm Khoa học Nga. Berezovsky phất lên ở Nga vào những năm 1990, khi nước Nga thực hiện tư hữu hóa tài sản nhà nước. Từ năm 1994 đến năm 1995, Boris Berezovsky giữ chức chủ tịch hội đồng quản trị công ty tiêu thụ xe hơi và lợi dụng chức vụ của mình, ông cùng đồng bọn buôn lậu 7.033 chiếc xe hơi hãng Lada, thu món lợi kếch xù lên tới 600 triệu rúp (tương đương với 2 tỷ đô la). Với khối tài sản và ảnh hưởng của mình, ônng trở thành nhân vật làm mưa làm gió trong chính trường Nga, nhà nghiên cứu lịch sử Mỹ Paul Khlenikov gọi ông là "Cha cố điện Kremly". Sau khi V.Putin lên nắm chính quyền, Berezovsky là đối thủ chính trị của V.Putin, ông đã sử dụng công cụ truyền thông trong tay, ra sức công kích chính phủ Putin, tuyên truyền, đả kích những vấn đề lớn của Putin về Chechnya, về thể chế liên bang, và phát triển kinh tế. Ông đã công khai công kích làm cho Putin phải khó nhọc đối phó, đặc biệt là vấn đề Chechnya. Boris Berezovsky liên tiếp chi viện kinh tế cho lực lượng vũ trang chống chính phủ ở Chechnya. Sau đó, trước lúc cơ quan kiểm sát chuẩn bị khởi tố, nghe được tin này, Boris Berezovsky vội vã chạy sang nước Anh. Chính phủ Putin vẫn xét xử Boris Berezovsky theo luật pháp Nga và áp dụng biện pháp tích cực để trấn áp ông ta. Tháng 1 năm 2002, kênh truyền hình TV6 của Boris Berezovsky bị buộc ngừng phát sóng.

## Chú thích

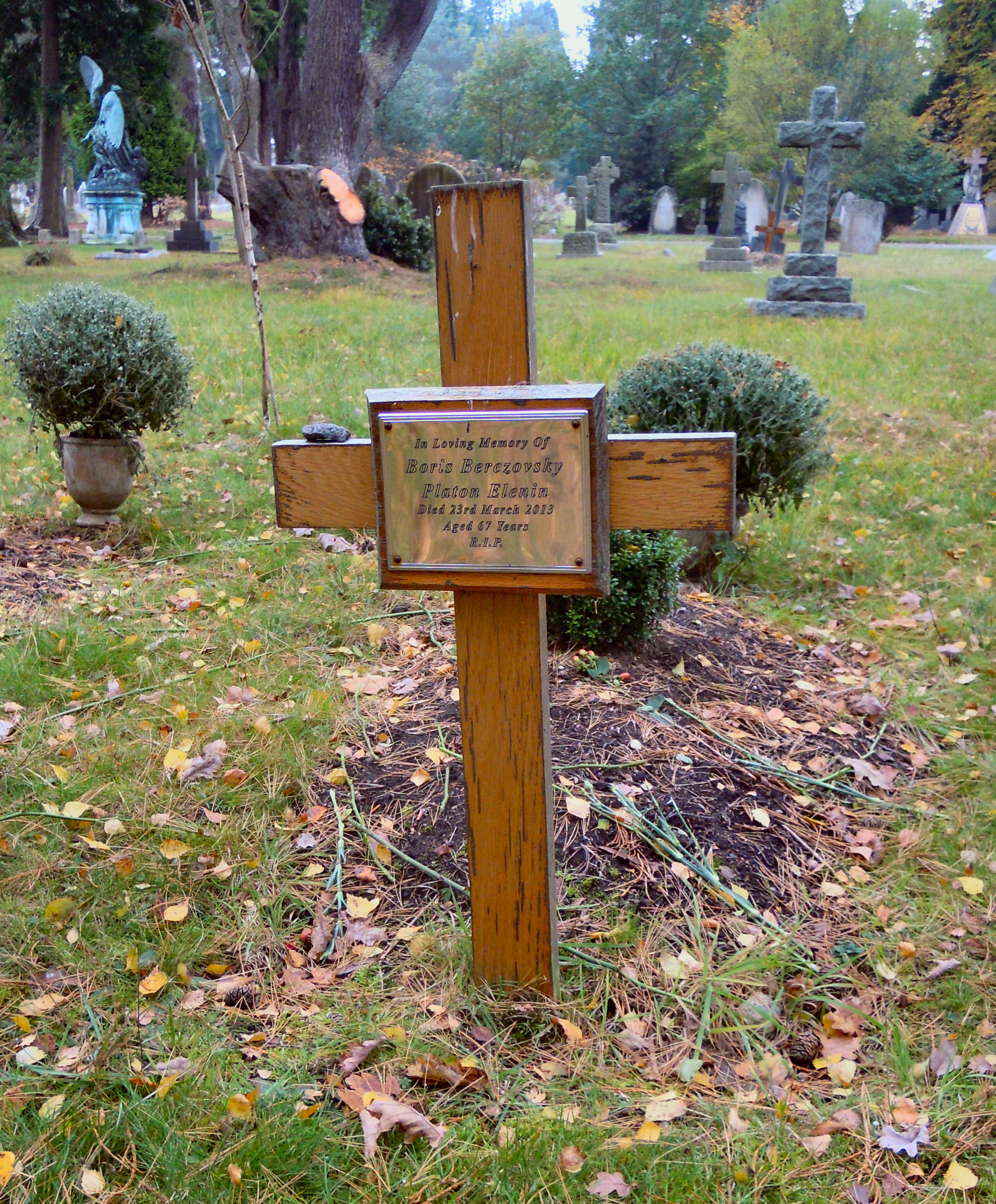
Mộ phần của Berezovsky